# Pier Franco Grimaldi

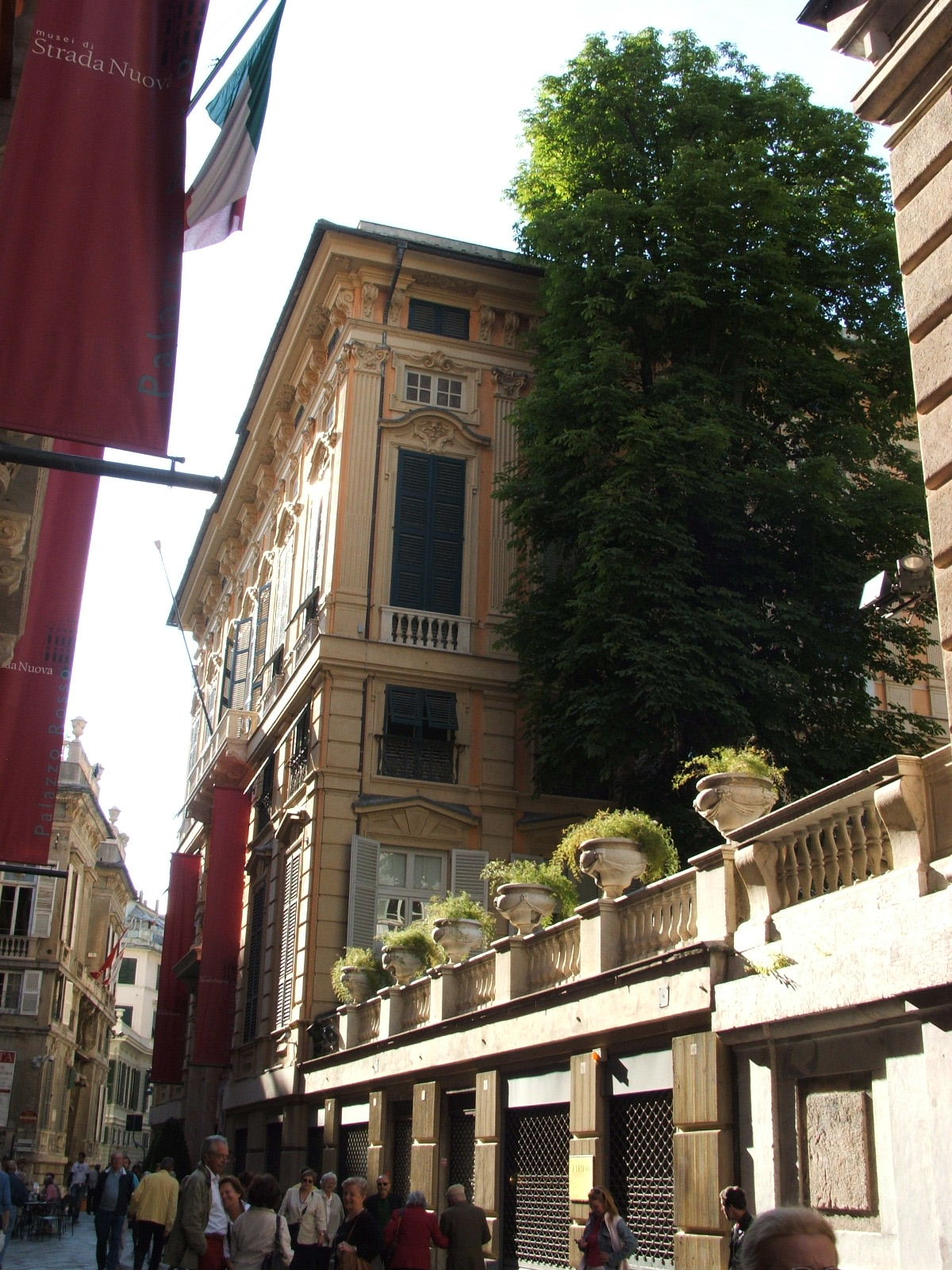
Palazzo Bianco w Genui

Pier Franco Grimaldi, lub: Alessandro Piero Francesco Grimaldi (ur. 12 sierpnia 1715, zm. 4 stycznia 1791) – polityk i doża Genui.
Pier Francesco Grimaldi został wpisany do Libro d'Oro dnia 28 marca 1735.
Należał do potężnego rodu Grimaldi, który wydał wielu dożów. Jego ojciec Giovanni Battista Grimaldi został dożą w roku 1752, a kuzyn Giovanni Giacomo Grimaldi w 1756.
Karierę rozpoczął w armii genueńskiej. W wieku lat 35 był inspektorem batalionu (ispettore del battaglione) "Andergosser" na Korsyce, gdzie dowodził 667 żołnierzami.
Gdy w roku 1746 Giovan Battista Perasso wyrzucił Austriaków z Genui, Grimaldi brał udział w tych walkach jako komisarz generalny riwiery wschodniej (Commissario Generale di tutta la Riviera di Levante). Jego brat Francesco Grimaldi walczył w tym samym sektorze.
W roku 1756 Pier Francesco został wybrany jako jeden z pięciu patrycjuszy stanowiących Magistrato di Guerra (magistrat wojenny).
W roku 1772 został wybrany inkwizytorem państwowym (inquisitore di stato).
W okresie: 26 I 1773 - 26 I 1775 doża Genui.
Za jego rządów jako doży genueńskiego, miał zostać zniesiony (ordonans z października 1774 roku) w Genui zakon jezuitów. Pier Francesco Grimaldi, wiedząc, że wielu arystokratów ma słabość do zakonu, zwlekał z wykonaniem decyzji. Ostatecznie Genua była ostatnim miastem, które wydaliło jezuitów.
Pod koniec czasu urzędowania jako doża Pier Francesco zapadł na zdrowiu. Ciężko chorował przez pięć miesięcy. Udało mu się wyzdrowieć, gdy był już o krok od śmierci. Musiał na miesiąc (7 VII-5 VIII 1774) leczenia opuścić pałac dożów Genui i wyprowadzić się na ten czas do swego własnego domu.
W roku 1776 Pier Francesco został prezydentem Magistrato di Guerra.
Jego żoną była Giulia Durazzo, córka Giuseppe Durazzo, z którą miał czworo dzieci.